# 가마윤

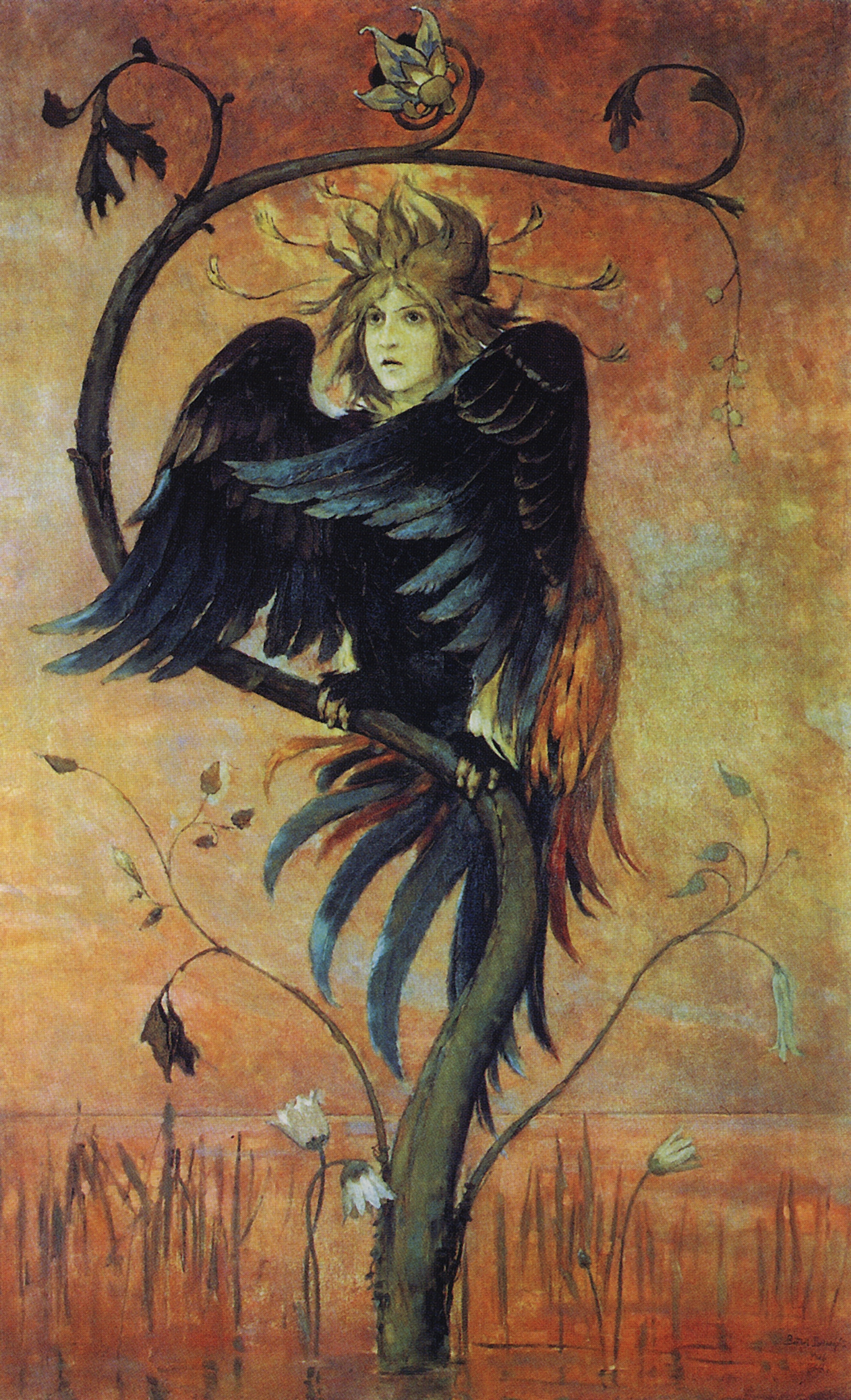
빅토르 바스네초프가 묘사한 가마윤의 모습 (1898년)

가마윤(러시아어: Гамаю́н)은 러시아 민담을 통해 전해져 내려오는 동쪽 낙원에 사는 전설의 새로, 그리스 신화의 세이렌처럼 새의 몸에 인간 여자의 머리를 하고 있는 인면조로 그려진다. 현명함의 상징으로 나타나며, 17-19세기에 스몰렌스크의 문장에서 대포 위에 그려지는 등 문장의 형식으로 종종 모습이 묘사되었다.